# Bundesautobahn 653
Pour les articles homonymes, voir A653.
La Bundesautobahn 653 était le projet d'une Bundesautobahn dans le Land de Rhénanie-Palatinat.

## Histoire
L'autoroute devait partir de la Bundesautobahn 61 près de Spire et était destinée à servir d'entrée sud de la ville à Ludwigshafen am Rhein. Cette fonction est maintenant assurée par les Bundesstraßen 9 et 44, qui ont été aménagées de manière similaire à une autoroute, sur un tracé identique. La Bundesautobahn 655, également prévue, aurait été traversée au niveau de l'échangeur autoroutier de Rheingönheim.